# 鴻池一季
鴻池 一季（こうのいけ かずすえ、1952年3月8日 - ）は、日本の実業家、工学博士。鴻池忠治郎の曾孫であり、鴻池組代表取締役会長兼社長兼鴻池建設代表取締役会長や、大阪建設業協会会長を務めた。

## 人物・経歴
大阪市生まれ。京都教育大学附属高等学校を経て、1974年神戸大学工学部土木工学科卒業。1975年カリフォルニア大学バークレー校土木工学部大学院修士課程修了。1976年鴻池組取締役。1979年常務取締役。1981年取締役副社長。
1985年鴻池組代表取締役社長に昇格。1987年、工学博士（神戸大学）の学位を取得。1992年タンザニア連合共和国名誉領事。1994年鴻池組代表取締役会長兼社長兼鴻池建設代表取締役会長。1999年大阪日米協会会長。2000年大阪建設業協会会長。2003年鴻池組取締役会長。2008年に鴻池組特別顧問に退いた。創業家出身の取締役がいないのは初となった。
2012年不審菴理事。2013年鴻池組名誉会長。2015年神戸大学工学振興会理事長。アフリカ協会副会長、大阪日米協会理事、大阪商工会議所常議員、大阪倶楽部監事、いきいき将来設計工房副代表理事なども歴任。2025年万国博覧会の大阪招致構想では、アフリカ開発会議での誘致活動にあたるなどした。